# Alkali Act
L'Alkali Act est une loi britannique entrée en vigueur en 1863. Elle visait à contrôler les émissions dans l'air de chlorure d'hydrogène par les industries utilisant le procédé Leblanc de production de carbonate de sodium.
Au début, furent nommés un inspecteur et quatre sous-inspecteurs. En 1874, l'inspecteur en chef fut nommé responsable des normes fixées et maintenues par la commission d'inspection, et effectuait ses rapports directement au secrétaire permanent de son département. Un autre Alkali Act fut promulgué en 1906. Avec des amendements, il devint le principal cadre de contrôle législatif de la pollution au Royaume-Uni. Il fut finalement remplacé par le Décret sur la protection de l'environnement de 1990.
Pendant les soixante premières années d'existence de la Alkali Act, la commission d'inspection ne s'intéressa qu'aux industries chimiques lourdes, mais à partir des années 1920, ses responsabilités furent étendues, jusqu'à la mise en place de l'Alkali Order de 1958. Celui-ci plaça sous la contrôle de la commission toutes les industries émettant des fumées, des poussières ou des vapeurs.

## Chronologie
La commission d'inspection travailla successivement sous la direction de plusieurs départements :
- de 1863 à 1872 : le Bureau du commerce
- de 1873 à 1918 : le Bureau de gouvernement local
- de 1919 à 1951 : le Ministère de la santé
- de 1951 à 1970 : le Ministère du logement et du gouvernement local
- de 1970 à 1975 : le Département de l'environnement

L'indépendance de l'Inspecteur en chef disparut en 1975 lorsque la commission d'inspection fut transférée au Comité de la santé et de la sécurité.
De 1983 à 1987, la commission d'inspection fut appelée Commission d'inspection de la pollution industrielle de l'air. Elle devint la Commission d'inspection de la pollution de Sa Majesté (HMIP) à son transfert vers le Département de l'environnement en 1987.
Elle devint partie intégrante de l'Agence de l'environnement en 1996.